# Cisticola brunnescens
Fuinha-peitoral ou fuinha-peitoral (Cisticola brunnescens) é uma espécie de ave da família Cisticolidae.
Pode ser encontrada nos seguintes países: Angola, Botswana, Camarões, República do Congo, República Democrática do Congo, Eritrea, Etiópia, Gabão, Quénia, Moçambique, Somália, África do Sul, Tanzânia, Zâmbia e Zimbabwe.
Os seus habitats naturais são: savanas áridas, campos de gramíneas subtropicais ou tropicais secos de baixa altitude e campos de gramíneas de baixa altitude subtropicais ou tropicais sazonalmente húmidos ou inundados.